# Серославиці (Малопольське воєводство)
Серославиці (пол. Sierosławice) — село в Польщі, у гміні Нове Бжесько Прошовицького повіту Малопольського воєводства.
Населення — 231 особа (2011).
У 1975-1998 роках село належало до Краківського воєводства.

## Демографія
Демографічна структура станом на 31 березня 2011 року:
|          | Загалом | Допрацездатний вік | Працездатний вік | Постпрацездатний вік |
| -------- | ------- | ------------------ | ---------------- | -------------------- |
| Чоловіки | 119     | 32                 | 69               | 18                   |
| Жінки    | 112     | 26                 | 65               | 21                   |
| Разом    | 231     | 58                 | 134              | 39                   |